# Wapen van Egypte
Het wapen van Egypte toont een gouden adelaar die naar rechts kijkt (van voren gezien links). Het symbool gaat terug tot de tijd van Saladin en wordt Saladins Adelaar genoemd.
Onder de klauwen van de adelaar staat in het Arabisch de naam van het land (Jumhuriyat Misr al-Arabiya). De adelaar draagt op zijn borst een schild met daarop de kleuren van de vlag van Egypte (op een verticale wijze; de vlag is een horizontale rood-wit-zwarte driekleur met daarop het nationale wapen).
Het wapen van Irak is gebaseerd op hetzelfde ontwerp als dat van Egypte, terwijl ook een aantal andere Arabische staten een soortgelijk wapen voeren.
Algerije · Angola · Benin · Botswana · Burkina Faso · Burundi · Centraal-Afrikaanse Republiek · Comoren · Congo-Brazzaville · Congo-Kinshasa · Djibouti · Egypte · Equatoriaal-Guinea · Eritrea · Ethiopië · Gabon · Gambia · Ghana · Guinee · Guinee-Bissau · Ivoorkust · Kaapverdië · Kameroen · Kenia · Lesotho · Liberia · Libië · Madagaskar · Malawi · Mali · Marokko · Mauritanië · Mauritius · Mozambique · Namibië · Niger · Nigeria · Oeganda · Rwanda · Sao Tomé en Principe · Senegal · Seychellen · Sierra Leone · Soedan · Somalië · Swaziland · Tanzania · Togo · Tsjaad · Tunesië · Westelijke Sahara · Zambia · Zimbabwe · Zuid-Afrika · Zuid-Soedan
Afhankelijke gebieden:
Brits Territorium in de Indische Oceaan · Canarische Eilanden · Ceuta · Melilla · Madeira · Mayotte · Réunion · Sint-Helena · Tristan da Cunha